# Lucid Fall (음반)
《Lucid Fall》은 루시드 폴의 셀프 타이틀 1집 정규 앨범이다. 2001년 2월 5일 발매된 이 앨범은 라디오 뮤직이 제작하고 수도음반에서 배급했다.

## 곡 목록
1. 새(Band)
2. 풍경은 언제나
3. 나의 하류를 지나
4. 은행나무 숲
5. 너는 내 마음속에 남아
6. 해바라기
7. 새(Acoustic) feat. 이규호
8. Take 1
9. Why Do I Need Feet When I Have Wings to Fly?
10. Outro

## 참여·제작자
- 제작: RADIO MUSIC Co., Ltd.(2000. 12.)
- 전곡(8번곡 제외) 작사·작곡 루시드 폴
- 레코딩·믹싱: 고기모(하자 스튜디오)
- 마스터링: 이태경(서울 사운드)
- 프로듀싱: 루시드 폴
- 아트 디렉션·디자인: 어어부2D마부(조언:유정선)